# انگیش
اِنگِیش (انگلیسی: Ngesh) یا مینگش در پادشاهی کوبا واقع در جمهوری دموکراتیک کنگو به معنای روح طبیعت است. طبق این اعتقاد، برای این‌که این روح در ویژگی‌های شخصیتی انسان حلول کند، باید نزدیک منابع آب در جنگل‌ها و روستاها زیست و هرزمان ممکن است با آن مواجه شد. ساکنان محلی نام انگیش محل‌شان و فرزندانش را می‌دانند. انگیش خود را در امور مختلف انسانی، از جمله کنترل برداشت و باروری زنان نشان می‌دهد.
هر انگیش نام دارد و از انگیش دیگر، مجزاست؛ مردمان کوبا هر انگیش را با خلق‌وخوی خاص خودش به‌دست می‌آورند و دوست‌داشتن یا نداشتن هرکدام متوجه خصلت فرار اوست. هر انگیش شخصیت ویژه خود را دارد.

## جشن نقاب‌پوشان انگیش و کوبا
منشأ داستان‌های برخی از سنت‌های جشن‌های نقاب‌پوشان کوبا، مواجهه سازنده ماسک با یک انگیش در جنگل را شرح می‌دهد. سازنده پس از دوره‌ای از دور شدن، به خانه برمی‌گردد تا چیزی شبیه انگیش بتراشد. در حالی که انگیش به ندرت توسط مجسمه‌های نمادین نشان داده می شود، تصور می‌شود که آن‌ها در جشن به صورت افراد ظاهر می‌شوند و آن افراد در عوض از این ارواح طبیعت قدرت می‌گیرند.